# Walter Häntzschel
Walter Häntzschel (* 16. November 1904 in Dresden; † 10. Mai 1972) war ein deutscher Paläontologe.

## Leben

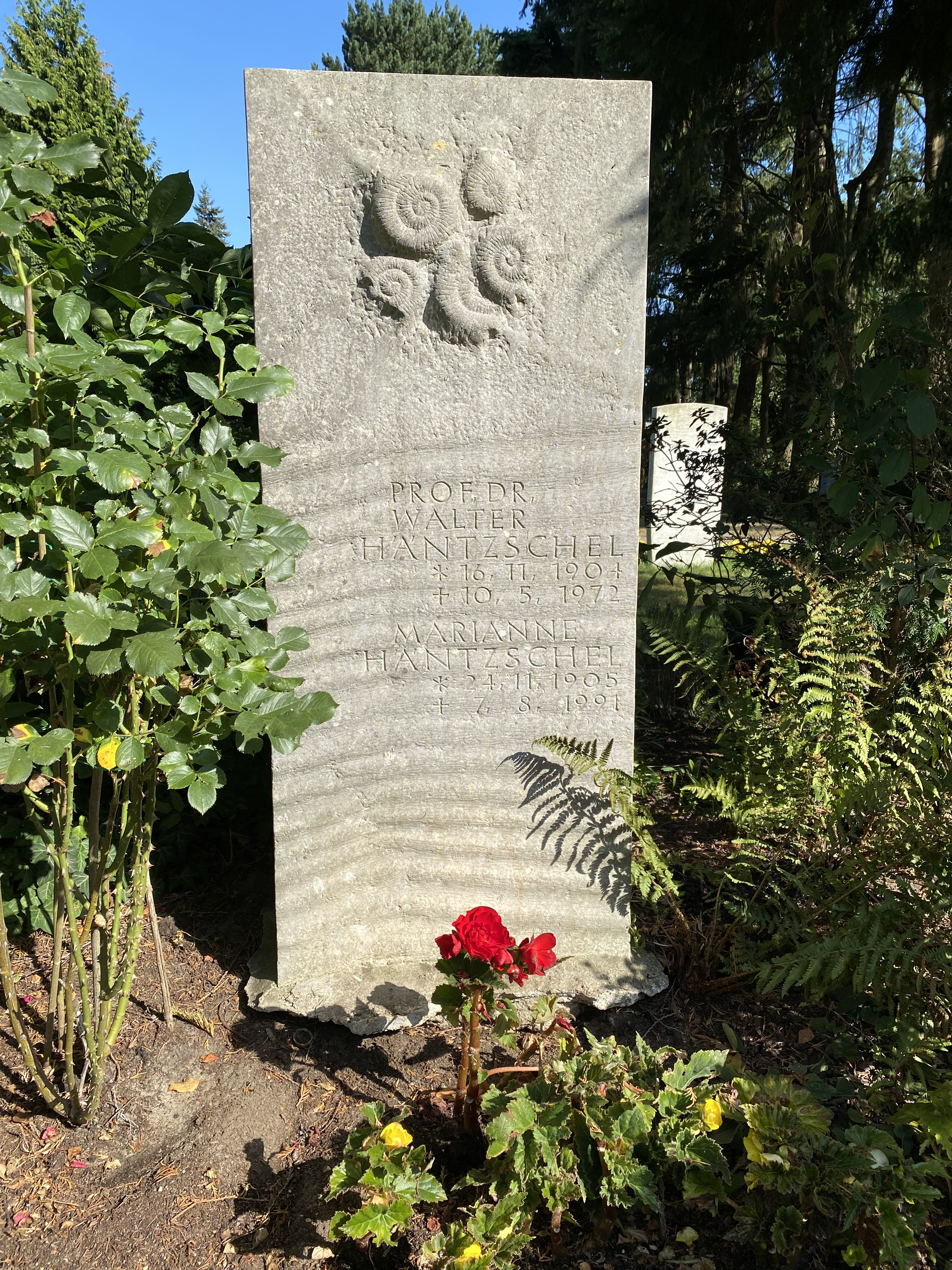
Grabstätte

Häntzschel studierte Naturwissenschaften (darunter auch Geologie) an der TH Dresden mit der Lehramtsprüfung 1929 und unterrichtete dann als Lehrer in Dresden. Daneben veröffentlichte er schon ab 1924 über Paläontologie, wobei sein Spezialgebiet die Oberkreide in Sachsen war. Er war auch freiwilliger Mitarbeiter im geologischen Museum im Zwinger in Dresden.  1932 wurde er bei Eberhard Rimann und Hans Gallwitz (1896–1958) promoviert (Das Cenoman und die Plenus-Zone der sudetischen Kreide). 
Von 1934 bis 1938 leitete er die von Rudolf Richter gegründete Forschungsanstalt Senckenberg am Meer in Wilhelmshaven, wo er sich mit Aktuopaläontologie befasste. Das gab er 1938 auf, um Kustos im Staatlichen Museum für Geologie und Mineralogie im Zwinger zu werden. In Dresden arbeitete er aber weiter an meeresgeologischer Forschung aus seiner Wilhelmshavener Zeit. Im Zweiten Weltkrieg war er Wehrgeologe und Pionieroffizier und in sowjetischer Kriegsgefangenschaft. 
Ab 1949 war er am Geologischen Staatsinstitut Hamburg, wo er 1955 Hauptkustos wurde. In Hamburg befasste er sich vor allem mit Spurenfossilien und verfasste darüber Beiträge im Treatise on Invertebrate Paleontology (Trace fossils and problematica, in Part W, 1962).
Ab 1963 war er Schriftleiter der Paläontologischen Zeitschrift. Er schrieb zahlreiche Referate für das Zentralblatt für Geologie und Paläontologie.
Walter Häntzschel verstarb im Alter von 67 Jahren und wurde auf dem Rahlstedter Friedhof in Hamburg beigesetzt.